# تیپستری
تیپستری (انگلیسی: Tapestry, Inc.) شرکت کالای لوکس آمریکایی است، که در سال ۲۰۱۷ تأسیس شد.